# 7056 Kierkegaard
7056 Kierkegaard (1989 SE2) là một tiểu hành tinh vành đai chính được phát hiện ngày 16 tháng 9 năm 1989 bởi E. W. Elst ở Đài thiên văn Nam Âu. Tiểu hành tinh được đặt tên theo nhà triết học Đan Mạch Søren Kierkegaard.